# Comté de Charlevoix-Ouest
Pour les articles homonymes, voir Charlevoix (homonymie).
Le comté de Charlevoix-Ouest était un comté municipal du Québec qui a été créé le 1er octobre 1858, par la partition du comté de Charlevoix en deux municipalités de comté distinctes, le comté de Charlevoix-Est et le comté de Charlevoix-Ouest,. Son appellation d'origine était la deuxième division du comté de Charlevoix. Le territoire qu'il couvrait fait aujourd'hui partie de la région de la Capitale-Nationale et correspond à la MRC de Charlevoix. Il a cessé d'exister le 1er janvier 1982, lors de la création de la MRC qui lui a succédé. Son chef-lieu était Baie-Saint-Paul.

## Municipalités situées dans le comté
- Baie-Saint-Paul
- Petite-Rivière-Saint-François
- Les Éboulements
- Saint-Urbain
- Saint-Hilarion